# Saint-Landon
Der Saint-Landon (frz.: Rivière du Saint-Landon) ist ein kleiner Fluss in Frankreich, der im Département Somme in der Region Hauts-de-France verläuft. Er entspringt im Ortsgebiet von Molliens-Dreuil, entwässert generell Richtung Nordost bis Nord und mündet nach einem Lauf von rund 13 Kilometern am nordöstlichen Ortsrand von Hangest-sur-Somme als linker Zufluss in die Somme.

## Orte am Fluss
(Reihenfolge in Fließrichtung)
- Molliens-Dreuil
- Oissy
- Riencourt
- Le Mesge
- Soues
- Hangest-sur-Somme